# 코니우하흐 학살

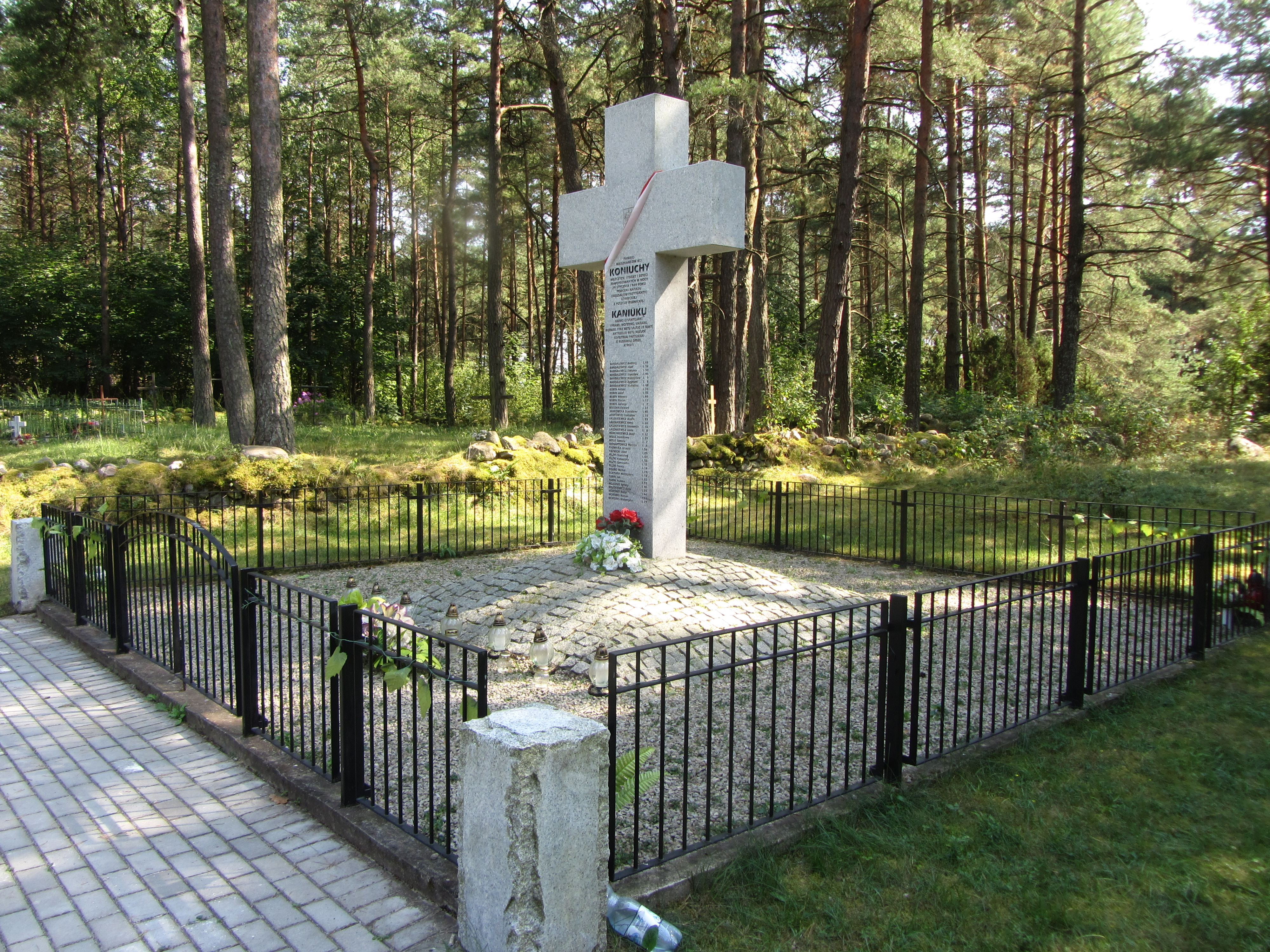

코니우하흐 학살(폴란드어: Zbrodnia w Koniuchach)은 제2차 세계 대전 와중인 1944년 1월 29일 소련 파르티잔이 유대인 파르티잔과 함께 폴란드의 코니우하흐 마을(오늘날의 리투아니아 카니우카이)을 공격하여 민간인들을 살상한 사건이다. 사망자는 최소 38명.
폴란드와 리투아니아에서는 본 사건을 전쟁범죄로 취급한다. 2001년 3월 3일 국립추모연구소는 공식 조사를 개시하여 아직 진행 중이다. 연구소는 경찰 기록, 비밀문건, 군사기록, 소련 파르티잔 대원들의 개인 기록등을 조사했고, 벨라루스, 리투아니아, 이스라엘, 러시아 연방에 법적 협조를 요구했다.
2004년 5월, 학살 사건을 추모하는 기념물이 카니우카이에 세워졌으며, 기념물에는 학살희생자 34명의 이름이 새겨져 있다.